# Allium thunbergii
Variété
Classification APG III (2009)
Synonymes
- Allium arenarium
- Allium bakeri var. morrisonense
- Allium cyaneum var. stenodon
- Allium japonicum
- Allium morrisonense
- Allium nerinifolium
- Allium plurifoliatum var. stenodon
- Allium pseudocyaneum
- Allium sacculiferum var. glaucum
- Allium sacculiferum var. robustum
- Allium senescens
- Allium stenodon
- Allium triquetrum
- Allium yamarakyo

Allium thunbergii, la ciboulette de Thunberg ou l'ail de Thunberg, est une espèce de oignon sauvage originaire de l'Asie de l'Est, du Japon (y compris les îles Bonin et les îles Ryukyu), de Corée et de Chine (y compris Taïwan ). Allium thunbergii pousse à des altitudes allant jusqu'à 3 000 m. La Flore de Chine reconnaît A. tunbergii et A. stenodon comme espèces distinctes, mais des sources plus récentes combinent les deux,,,.,

## Description
Allium thunbergii produit un ou deux bulbes ovoïdes atteignant 20 mm de diamètre. Les hampes florales mesurent jusqu'à 50 cm de haut. Les feuilles sont plus longues que la hampe, creuses, de section transversale triangulaire. Les Ombelles sont remplies de nombreuses fleurs rouges ou violettes,,,,,,.

## Taxinomie
L'épithète spécifique thunbergii fait référence au botaniste suédois Carl Peter Thunberg.
Cette plante a remporté le Award of Garden Merit de la Royal Horticultural Society.

### Variétés
Variétés
- Allium thunbergii var. deltoi

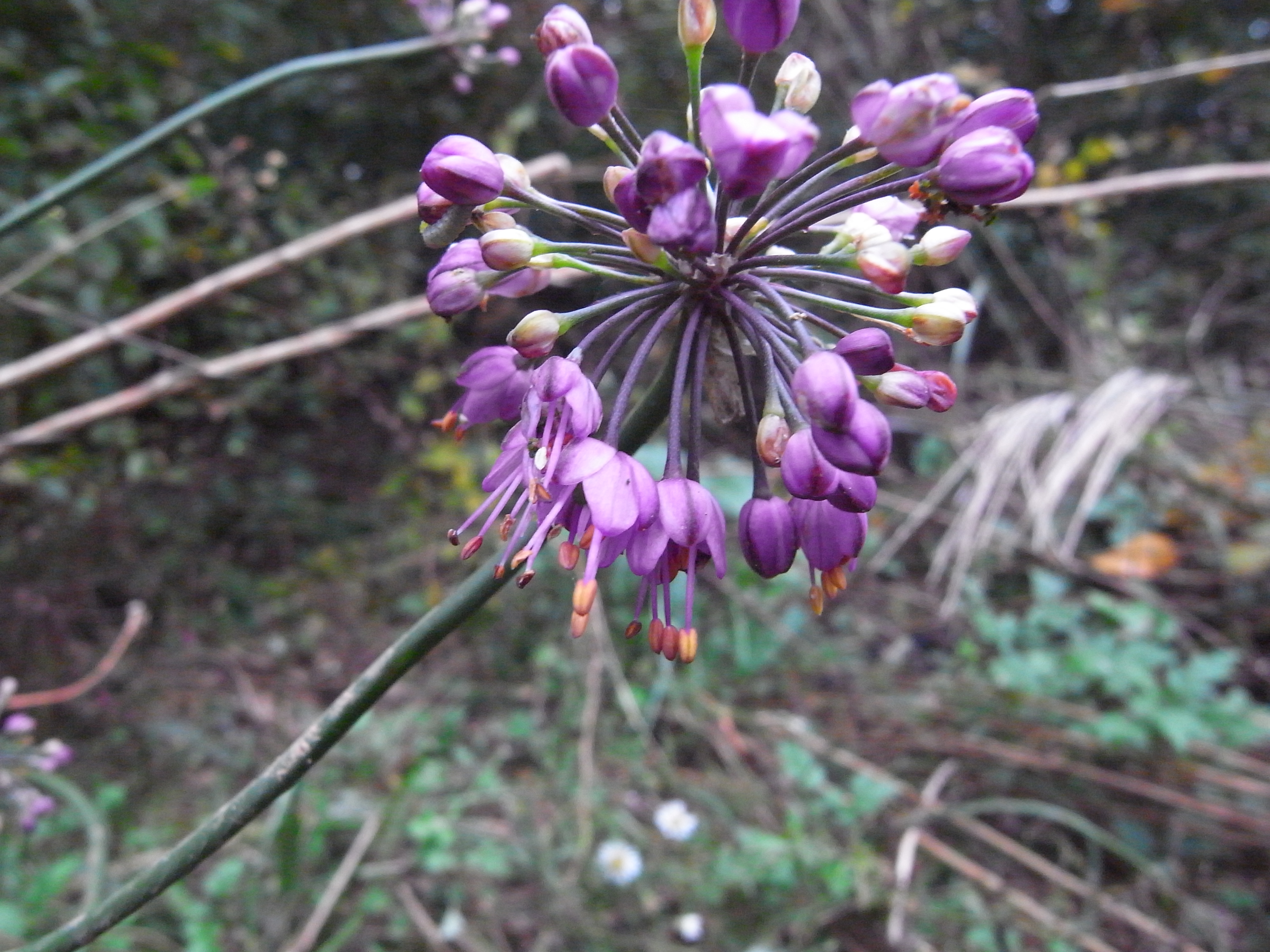
Ombelle

des (S.O.Yu, S.Lee & W.T.Lee) H.J.Choi & B.U.Oh - Gayasan National Park in Korea
- Allium thunbergii var. teretifolium H.J.Choi & B.U.Oh - Korea
- Allium thunbergii var. thunbergii - China, Japan, Korea